# Klaus Ebner

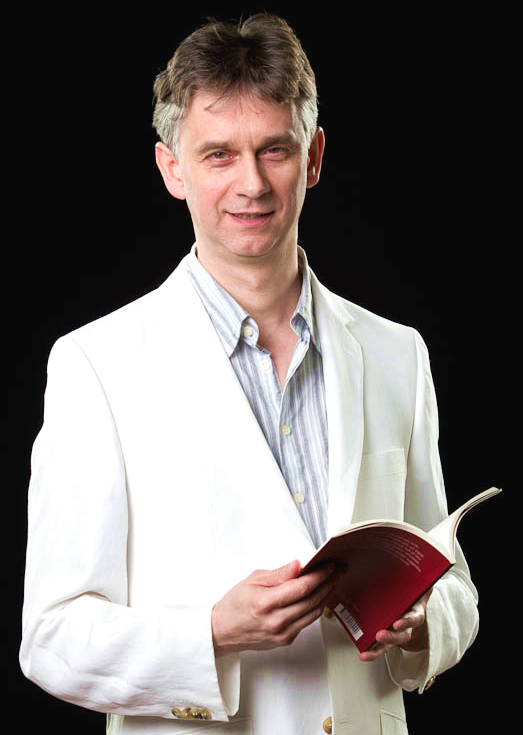
Klaus Ebner (2011)

Klaus Ebner, född 8 augusti 1964 i Wien i Österrike, är en österrikisk författare och översättare.
Han har skrivit prosa, radiopjäser och essäer. Han har även skrivit dikter på tyska och på katalanska. Ebner är medlem av Grazer Autorinnen Autorenversammlung och Österreichischer Schriftstellerverband.

## Priser och utmärkelser
- 2008 Arbetsstipendium av Österrikes Regering
- 2007 Wiener Werkstattpreis 2007 (Wien)
- 2007 Resestipendium för litteratur av Österrikes Regering
- 2007 Premio Internazionale di Poesia Nosside i (Reggio di Calabria), omnämnande
- 2005 Feldkircher Lyrikpreis (plats 4)
- 2004 La Catalana de Lletres 2004 omnämnande och upptaganda i antologi (Barcelona)
- 1988 Erster Österreichischer Jugendpreis för romanen Nils
- 1984 Pris för radiopjäser av den litteraturtidskrift TEXTE (plats 3)
- 1982 Erster Österreichischer Jugendpreis för kortromanen Das Brandmal